# Maison au 4, rue de la Poterne à Rouffach
La maison au 4, rue de la Poterne est un monument historique situé à Rouffach, dans le département français du Haut-Rhin.

## Localisation
Ce bâtiment est situé au 4, rue de la Poterne à Rouffach.

## Historique
L'édifice fait l'objet d'une inscription au titre des monuments historiques depuis 1929.

## Architecture

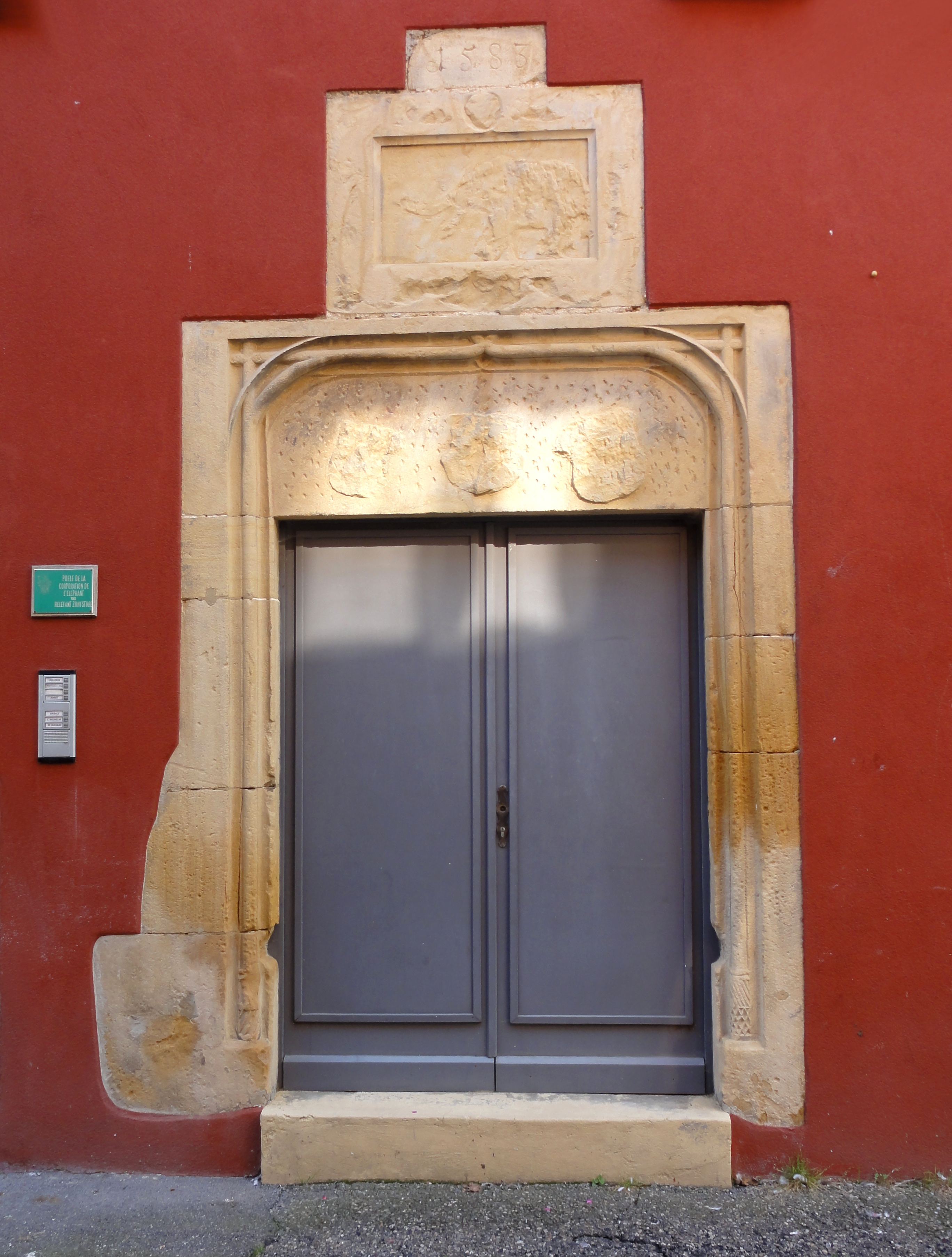